# چرخ‌ریسک کاکل‌سیاه
چرخ‌ریسک کاکل‌سیاه (نام علمی: Periparus ater melanolophus)، که همچنین به عنوان چرخ‌ریسک بال‌خالدار شناخته می‌شود، پرندهای از خانواده چرخ‌ریسکان است که در گذشته به عنوان یک گونه در نظر گرفته می‌شد، اما اکنون به‌طور گسترده‌ای زیرگونه‌ای از چرخ‌ریسک پس‌سرسفید در نظر گرفته می‌شود.

## پراکندگی و زیستگاه
در جنگل‌های شمالی و جنگل‌های معتدل در بخش‌های شمالی شبه‌قاره هند، عمدتاً در هیمالیا، در سراسر افغانستان، بوتان، هند، نپال و پاکستان یافت می‌شود.